# Microhoria binotaticollis
Microhoria binotaticollis is een keversoort uit de familie snoerhalskevers (Anthicidae). De wetenschappelijke naam van de soort is voor het eerst geldig gepubliceerd in 1919 door Pic.